# Critics’ Choice Movie Award/Beste Jungdarsteller
Seit 1997 wird bei den Critics’ Choice Movie Awards der/die beste Jungdarsteller(in) des vergangenen Filmjahres geehrt.

## Preisträger

### Best Child Performance
| Jahr | Preisträger       | Film                             |
| 1997 | Jonathan Lipnicki | Jerry Maguire – Spiel des Lebens |
| 1998 | Jurnee Smollett   | Eve’s Bayou                      |
| 1999 | Ian Michael Smith | Simon Birch                      |
| 2000 | Haley Joel Osment | The Sixth Sense                  |
| 2001 | Jamie Bell        | Billy Elliot – I Will Dance      |

### Breakthrough Performer / Best Young Actor/Actress / Best Young Performer
| Jahr                     | Preisträger            | Film                                                              |
| Breakthrough Performer   |                        |                                                                   |
| 1997                     | Renée Zellweger        | Jerry Maguire – Spiel des Lebens                                  |
| 1998                     | Matt Damon             | Good Will Hunting                                                 |
| 1999                     | Joseph Fiennes         | Elizabeth und Shakespeare in Love                                 |
| 2000                     | Spike Jonze            | Being John Malkovich und Three Kings – Es ist schön König zu sein |
| 2001                     | Kate Hudson            | Almost Famous – Fast berühmt                                      |
| Best Young Actor/Actress |                        |                                                                   |
| 2002                     | Dakota Fanning         | Ich bin Sam                                                       |
| 2003                     | Kieran Culkin          | Igby                                                              |
| 2004                     | Keisha Castle-Hughes   | Whale Rider                                                       |
| 2005                     | Freddie Highmore       | Wenn Träume fliegen lernen                                        |
| 2005                     | Emmy Rossum            | Das Phantom der Oper                                              |
| 2006                     | Freddie Highmore       | Charlie und die Schokoladenfabrik                                 |
| 2006                     | Dakota Fanning         | Krieg der Welten                                                  |
| 2007                     | Paul Dano              | Little Miss Sunshine                                              |
| 2007                     | Abigail Breslin        | Little Miss Sunshine                                              |
| 2008                     | Ahmad Khan Mahmoodzada | Drachenläufer                                                     |
| 2008                     | Nikki Blonsky          | Hairspray                                                         |
| Best Young Performer     |                        |                                                                   |
| 2009                     | Dev Patel              | Slumdog Millionär                                                 |
| 2010                     | Saoirse Ronan          | In meinem Himmel                                                  |
| 2011                     | Hailee Steinfeld       | True Grit                                                         |
| 2012                     | Thomas Horn            | Extrem laut & unglaublich nah                                     |
| 2013                     | Quvenzhané Wallis      | Beasts of the Southern Wild                                       |
| 2014                     | Adèle Exarchopoulos    | Blau ist eine warme Farbe (La vie d’Adèle)                        |
| 2015                     | Ellar Coltrane         | Boyhood                                                           |
| 2016 (Jan.)              | Jacob Tremblay         | Raum (Room)                                                       |
| 2016 (Dez.)              | Lucas Hedges           | Manchester by the Sea                                             |
| 2018                     | Brooklynn Prince       | The Florida Project                                               |
| 2019                     | Elsie Fisher           | Eighth Grade                                                      |
| 2020                     | Roman Griffin Davis    | Jojo Rabbit                                                       |
| 2021                     | Alan Kim               | Minari – Wo wir Wurzeln schlagen                                  |
| 2022                     | Jude Hill              | Belfast                                                           |
| 2023                     | Gabriel LaBelle        | Die Fabelmans                                                     |
| 2024                     | Dominic Sessa          | The Holdovers                                                     |
| 2025                     | Maisy Stella           | My Old Ass                                                        |